# Blåbärsbärfis
Blåbärsbärfis (Elasmucha ferrugata) är en insektsart som först beskrevs av Fabricius 1787.  Blåbärsbärfis ingår i släktet Elasmucha och familjen taggbärfisar. Arten är reproducerande i Sverige. Inga underarter finns listade i Catalogue of Life.

## Bildgalleri

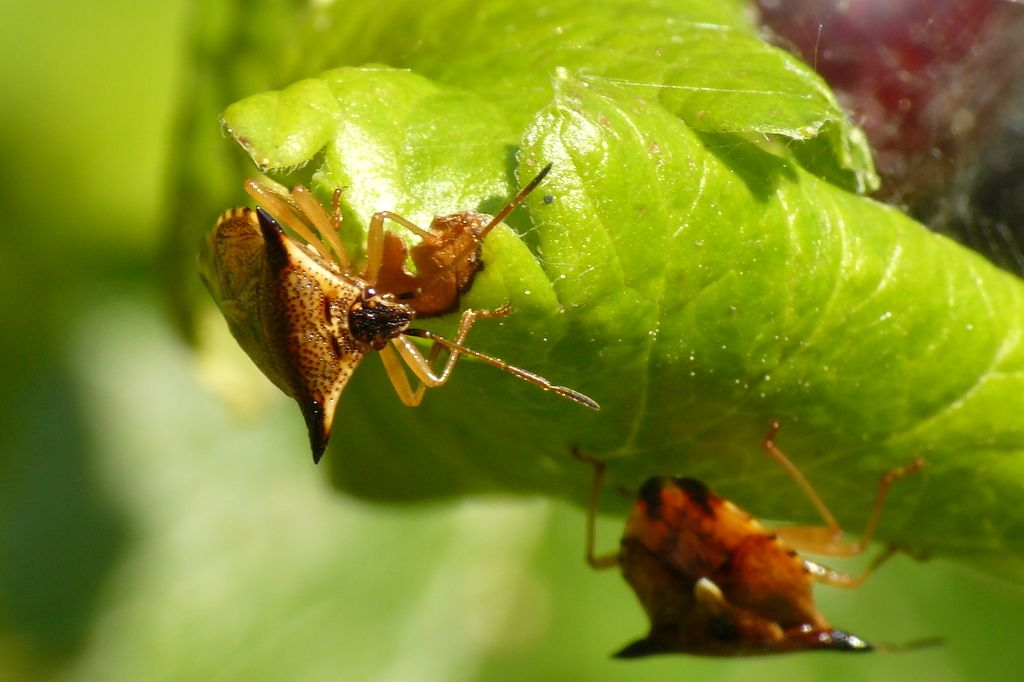
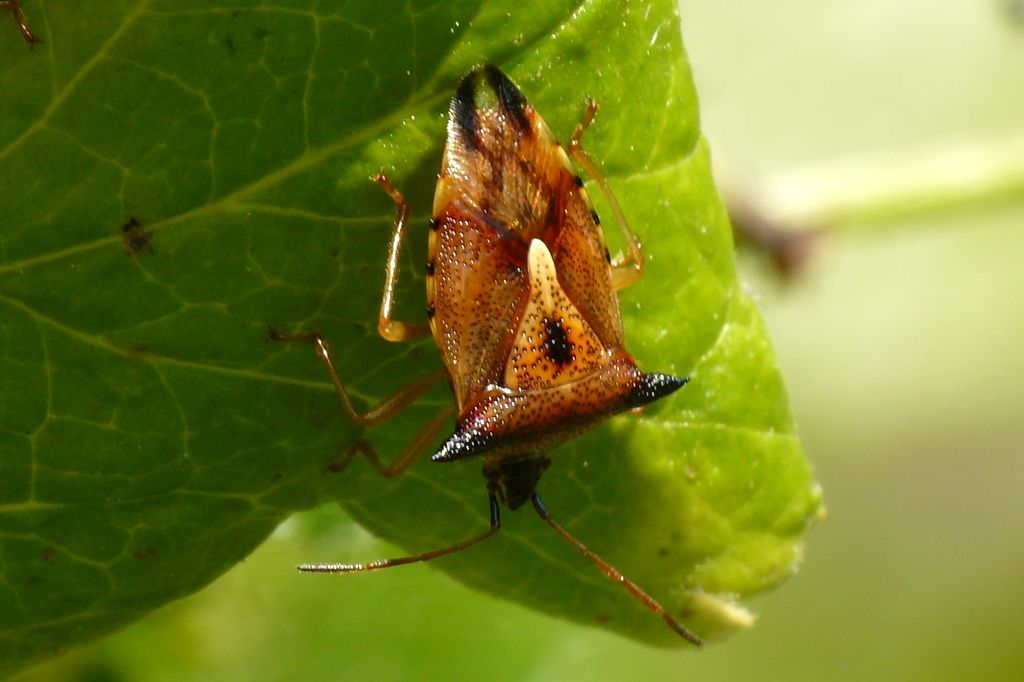
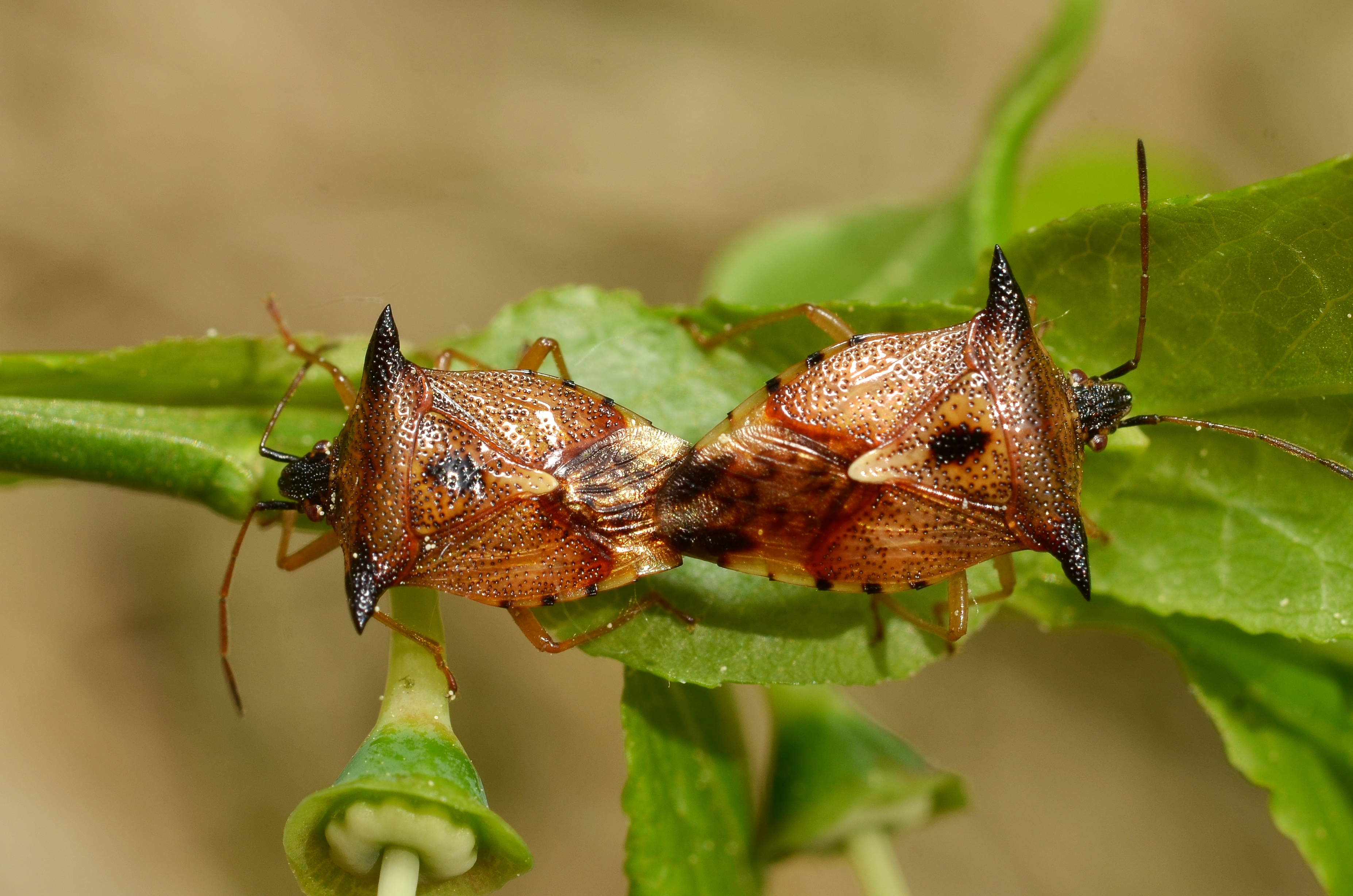